# Skriptorium von Qumran

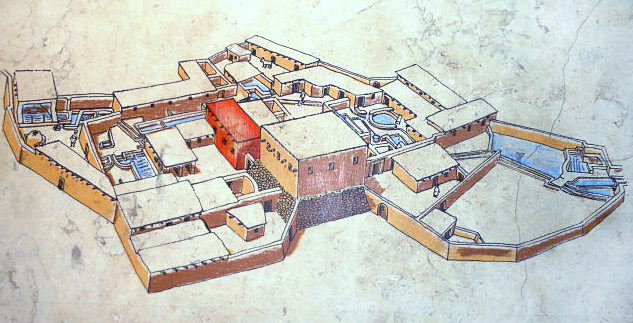
Rekonstruktionszeichnung der Siedlung Khirbet Qumran im Museum vor Ort. In zentraler Lage, rot hervorgehoben: das „Skriptorium“ (Locus 30).

Als Skriptorium von Qumran werden die freigelegten Reste eines Gebäudes (Locus 30) der Ausgrabungsstätte Khirbet Qumran am Toten Meer bezeichnet. Den Begriff prägte der Ausgräber Roland de Vaux und erweckte damit möglicherweise irreführende Assoziationen an Skriptorien innerhalb von christlichen Klöstern. Die frühere Bedeutung des ausgegrabenen Gebäudes wird bis heute kontrovers diskutiert. Mit dem Rest der Siedlung wurde auch das sogenannte Skriptorium im Jahr 68 n. Chr. von der römischen Legio X Fretensis zerstört.

## Chronologie der Ausgrabung

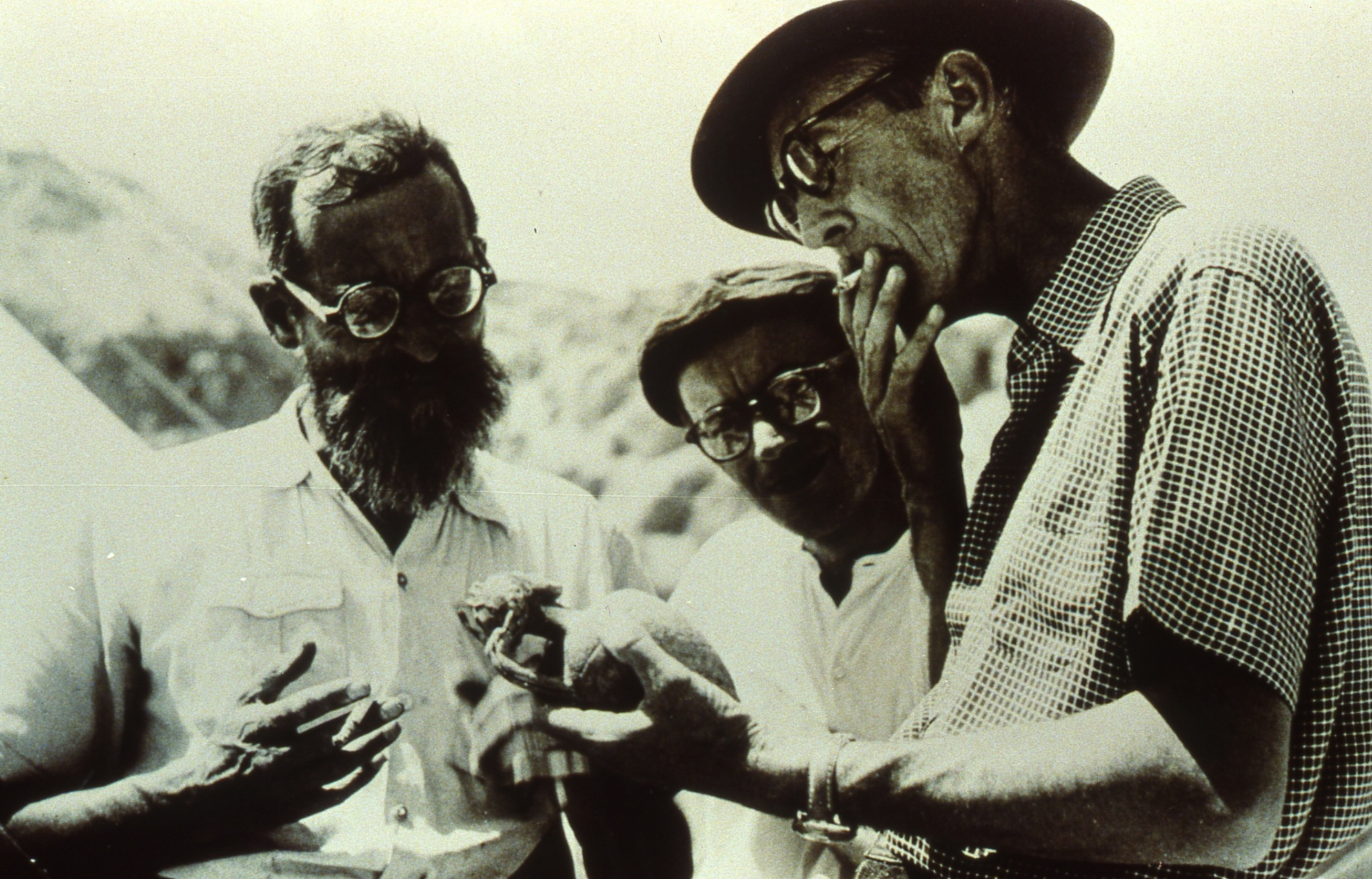
Das Ausgräberteam, von links nach rechts: Roland de Vaux, Józef T. Milik, Gerald Lankester Harding (1952).

Die archäologische Grabung in Khirbet Qumran, zu der das Skriptorium von Qumran gehört, stand immer im Schatten der Erforschung der Felshöhlen in der näheren Umgebung, in denen zwischen 1947 und 1956 die Schriftrollen vom Toten Meer gefunden wurden. Khirbet Qumran wurde unter Leitung von Roland de Vaux in fünf Kampagnen untersucht:
- 24. November bis Dezember 1951: Beginn der archäologischen Arbeiten
- 9. Februar bis 4. April 1953: Zweite Kampagne
- 15. Februar bis 15. April 1954: Dritte Kampagne
- 2. Februar bis 6. April 1955: Vierte Kampagne
- 18. Februar bis 28. März 1956: Fünfte Kampagne

## Das Gebäude
Das Gebäude, in dem sich das Skriptorium von Qumran befand, war ursprünglich zweigeschossig und hatte eine Grundfläche von etwa 13 × 4 Metern. Davon sind nur die Mauern im Erdgeschoss erhalten. Seine Lage am zentralen Innenhof, die Größe und die gute Bauausführung weisen darauf hin, dass dieses Gebäude in der Qumran-Siedlung eine wichtige Rolle spielte. Das Obergeschoss war über zwei Treppen zu erreichen, von denen eine aus hasmonäischer, die zweite aus herodianischer Zeit stammte. Beim Einsturz des oberen Stockwerks hatte sich das Erdgeschoss mit Schutt gefüllt.

Skriptorium von Qumran (Locus 30)
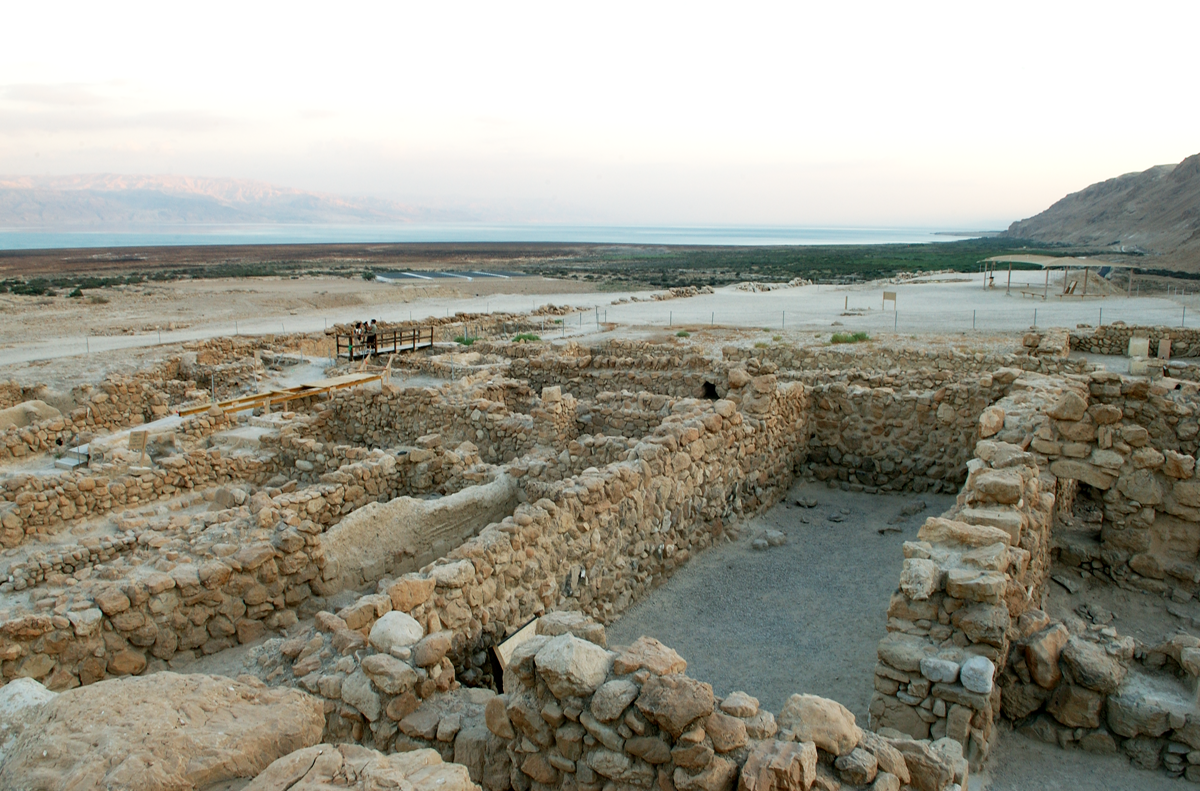
Freigelegte Baureste von Locus 30 im Erdgeschoss, das eine lange, schmale Halle war
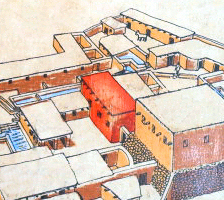
Rekonstruktionszeichnung des Locus 30 (rot)

## Die Gipsmöbel aus dem Obergeschoss

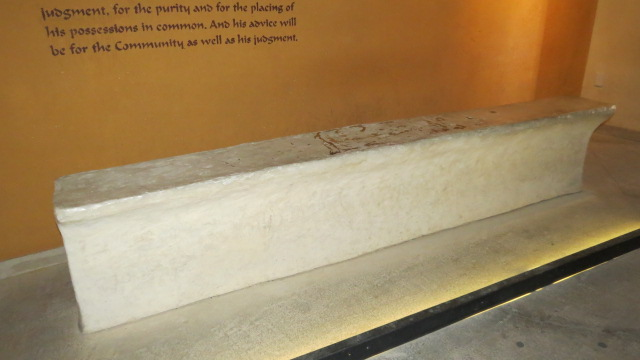
„Verputztes Element“ (KhQ 967) aus dem Obergeschoss – moderne Nachbildung (Qumran Park Exhibition). Ein Set der Originale der Gipsmöbel befindet sich in Amman, das zweite Set incl. dem Handwaschbecken im Magazin des Schrein des Buches in Jerusalem.

Mit dem Begriff „verputzte Elemente“ beschrieb Roland de Vaux in seinen Grabungstagebüchern lange, schmale Objekte aus dem Obergeschoss, die aus mit Gips verputzten Lehmziegel-Fragmenten im Schutt zusammengesetzt werden konnten. Das größte Exemplar (KhQ 967) ist etwa fünf Meter lang und 50 Zentimeter hoch, die Vorderseite ist eingewölbt, die Hinterseite gerade, aber nur roh bearbeitet. Die Oberseite ist 40 cm breit, die Basis dieses seltsamen Möbels aber nur 18 cm. Das heißt, auf diesem tischartigen Gipsmöbel konnte niemand sitzen oder liegen, ohne dass es zusammengebrochen wäre.
Ein ebenso langes, bankartiges Element (KhQ 968) ist sehr niedrig und schmal. Von zwei weiteren tischartigen Gipsmöbeln und einer bankartigen Struktur fand man Fragmente (KhQ 969–971).
Außerdem gehört zu den Funden aus dem Obergeschoss eine Art umrandetes Gipstablett mit zwei runden Vertiefungen (KhQ 966). Weitere Kleinfunde aus Locus 30 waren: eine Bronzenadel, ein eiserner Schlüssel, ein Siegel aus Kalkstein, einige Münzen und Haushaltgeschirr in geringer Menge.

## Die Tintenfässer aus Locus 30
Unter dem Schutt des Obergeschosses fand man ein Tintenfass aus Ton und eines aus Bronze (KhQ 463 und 473), ein drittes Tintenfass, ebenfalls aus Ton, wurde im Nachbarraum (Locus 31) geborgen. Ein weiteres Tintenfass entdeckte Solomon H. Steckoll 1966 bei seiner Grabung in Qumran.
Yizhar Hirschfeld argumentierte: Für sich genommen hätte man die Tintenfässer der Halle im Erdgeschoss, nicht dem Obergeschoss zugeordnet; auch seien Tintenfässer im Fundgut heute nicht mehr singulär – anders als es dem Team um de Vaux erscheinen musste. Im etwa zeitgenössischen Haus der Familie Qathros in Jerusalem beispielsweise fand man auch zwei Tintenfässer. Da er die Qumran-Siedlung als Landgut interpretierte, vermutete Hirschfeld, dass im Erdgeschoss von Locus 30 die Verwaltung des Guts ihren Ort hatte, wozu Schreibarbeiten gehörten.
Mit der Mehrheit der Forscher hält Daniel Stökl Ben Ezra den Fund von mehreren Tintenfässern für selten und aussagekräftig: „Die lokale Zubereitung der Tusche der Hymnenrolle (1QHa) belegt ..., dass ein Teil der in Höhle 1 gefundenen Rollen in Qumran geschrieben worden ist. Auch aus den Tintenfässern können wir schließen, dass in Qumran Schreibaktivitäten stattgefunden haben. Ob dies mit den Installationen in L[ocus] 30 geschah, muss offenbleiben.“

### Exkurs: Untersuchung der Tinte von 1QHa
Einen bemerkenswerten Ansatz verfolgte ein Team um Ira Rabin und Oliver Hahn (Bundesanstalt für Materialforschung und -prüfung, Berlin). Man machte sich den Umstand zunutze, dass die in Qumran übliche Rußtinte erst kurz vor dem Gebrauch mit Wasser angerührt wurde. Das Team unterzog die Hymnenrolle einer Röntgenfluoreszenzanalyse und fand in der Tinte Brom-zu-Chlor-Konzentrationen, die für das Wasser des Toten Meeres charakteristisch sind. Damit ist praktisch bewiesen, dass diese Rolle in Qumran geschrieben wurde.

### Mit Qumran in Verbindung gebrachte Tintenfässer und Schreibgeräte
Das Jordan Archaeological Museum in Amman präsentierte 1997 in einer Ausstellung die beiden Tintenfässer, die de Vaux seinerzeit in Locus 30 gefunden hatte, bzw. bis 2014 wurde das bronzene Tintenfass im archäologischen Museum in der Zitadelle zusammen mit einem Set der Schreibbänke ausgestellt.
Zwei keramische Tintenfässer „aus dem Skriptorium“ befinden sich heute im Israel Museum in Jerusalem. Sie sehen einander sehr ähnlich, haben eine zylindrische Form, sind 6 cm hoch und haben einen Durchmesser von 4,5 cm. Das gleiche Museum besitzt zwei weitere Tintenfässer aus Qumran, eines davon aus Ton, 6,4 cm hoch und mit einem Durchmesser von 3,1 cm. Es ist also etwas schmaler als die beiden anderen und hat einen restaurierten Henkel. Das andere Tintenfass ist aus Holz gedrechselt und 6 cm hoch.
Insgesamt sind bis heute zehn Tintenfässer bekannt. Eines davon stammt aus der Grabung von Solomon H. Steckoll und wird heute im Hecht-Museum in Haifa gezeigt. Eines davon stammt aus Ain-Feshkha; bei dreien ist unklar, ob sie überhaupt auf dem Gelände von Qumran gefunden wurden. Wie viele Qumran-Fragmente gelangten diese drei nämlich über den Bethlehemer Mittelsmann „Kando“ in den Antikenhandel. Ein Exemplar erwarb John Marco Allegro im Jahr 1953, es gelangte über Privatsammler in die Schøyen Collection (MS 1655/2): ein 8 cm hohes Bronzegefäß in Gestalt eines Körbchens mit zwei Henkeln, im Inneren befanden sich Tintenreste. Ira Rabin untersuchte 2016 diese Substanz. Es war schwarze Tinte auf Karbonbasis mit einem proteinhaltigen Bindemittel. Eine solche Tinte wurde bisher nicht in den Schriftrollen vom Toten Meer nachgewiesen. Kandos Angabe, es handele sich um einen Oberflächenfund aus Qumran, ist wohl unzutreffend. Ein weiteres, angeblich aus Qumran stammendes keramisches Tintenfass, das Kando auf den Markt brachte, wurde der University of Southern California geschenkt.
Kando soll auch zwei Exemplare des Qumran-Stylus (MS 5095/3) auf den Markt gebracht haben. Es sind die einzigen Schreibgeräte, bei denen bisher ein Bezug zu Qumran behauptet wurde. Sie sind 8,6 cm lang, aus der Rippe eines Palmblatts hergestellt und haben Tintenanhaftungen. Angeblich stammen sie aus Höhle 11. Sie wurden von einer Schweizer Privatsammlung erworben und befinden sich heute in der Schøyen Collection.

## Interpretationen des Obergeschosses

### Skriptorium

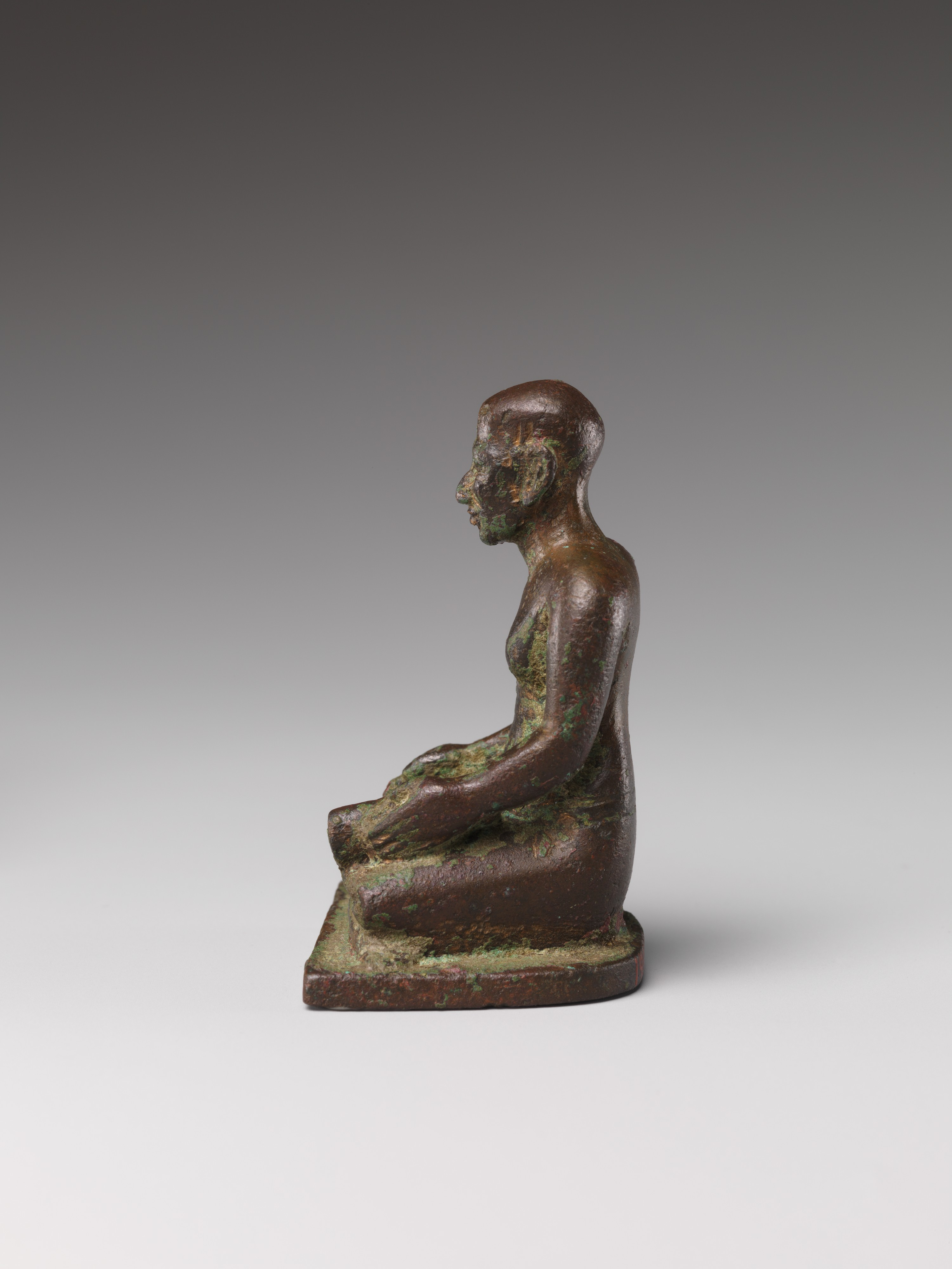
Statuette eines Schreibers, Ägypten, 332–30 v. Chr. (Metropolitan Museum of Art). Ein Beispiel für die antike Körperhaltung beim Schreiben.

Roland de Vaux interpretierte die Gipsmöbel des Obergeschosses als Einrichtung einer Schreibstube und vermutete, dass die in den nahegelegenen Höhlen gefundenen Schriftrollen vom Toten Meer hier geschrieben worden seien. Diese Deutung hat ein Problem: Antike Schreiber schrieben im Schneidersitz auf den Knien. Auf der niedrigen Bank im Schneidersitz hockend und ein auf dem Tisch liegendes Blatt beschreibend, hätte der antike Schreiber eine für ihn sehr unpraktische Haltung eingenommen. Davon abgesehen, ist das Schreiben an Tischen erst Jahrhunderte später bezeugt und für Qumran anachronistisch. 
Die einzelnen Pergamentblätter wurden liniert, beschrieben und erst in einem letzten Schritt zu einer Rolle aneinandergenäht. Die Blattgröße variiert bei den Schriftrollen vom Toten Meer zwischen 21 und 90 cm.
Die von Bruce Metzger vorgeschlagene Alternative, dass die Schreiber auf dem „Tisch“ gesessen hätten und die „Bank“ ihnen als eine Art Fußbank gedient hätte, scheitert an der Instabilität des großen Gipsmöbels.
Kenneth Clark ließ die Schreiber von Qumran auf der niedrigen „Bank“ im Schneidersitz Platz nehmen und identifizierte den „Tisch“ als Ablageplatz für ihr Material.

### Nebenraum der Bibliothek

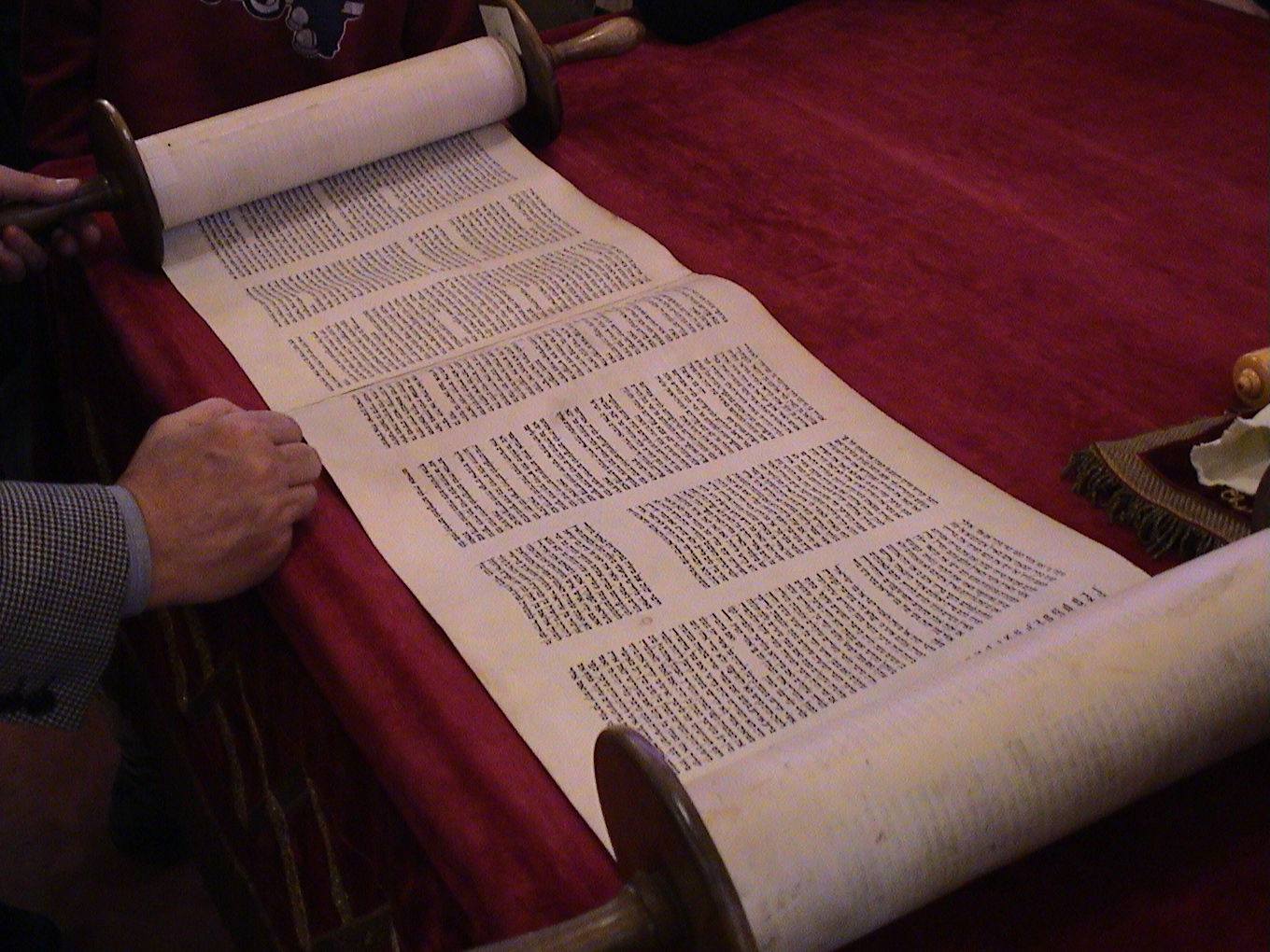
Eine Torarolle wird geöffnet, um darin eine bestimmte Stelle zu finden. Dies geschieht nicht freihändig, sondern auf einem Tisch. So stellte sich Stegemann die Benutzung der langen Tische im sogenannten „Skriptorium“ vor.

Auch für Hartmut Stegemann war Qumran ein Zentrum der Schriftrollenproduktion, allerdings sah er im Obergeschoss von Locus 30 keine Schreibwerkstatt. Er stellte die Hypothese auf, dass die langen Gipstische dazu dienten, die kostbaren Schriftrollen zu öffnen und Textstellen darin zu suchen, ohne die Rollen zu beschädigen. Dann erst seien sie an Kopisten oder Leser ausgegeben worden. Bei der Rückgabe rollte ein Bibliothekar der Siedlung das Pergament auf dem Tisch wieder zusammen, bevor er es im Regal deponierte.

### Speiseraum
Die Interpretation als klassisches Triclinium (Pauline Donceel-Voute) scheitert daran, dass die „Bänke“ als Liegesofas viel zu schmal sind, wie Ronny Reich nachgewiesen hat. Doch hätten mehrere Personen auf den „Bänken“ im Schneidersitz Platz nehmen und an den Tischen essen können. Vergleichbare Speiseräume gab es „in unterirdischen kappadozischen Städten. Allerdings sind diese aus viel späterer Zeit und aus einer ganz anderen Region.“